# Daniël Mijtens (II)

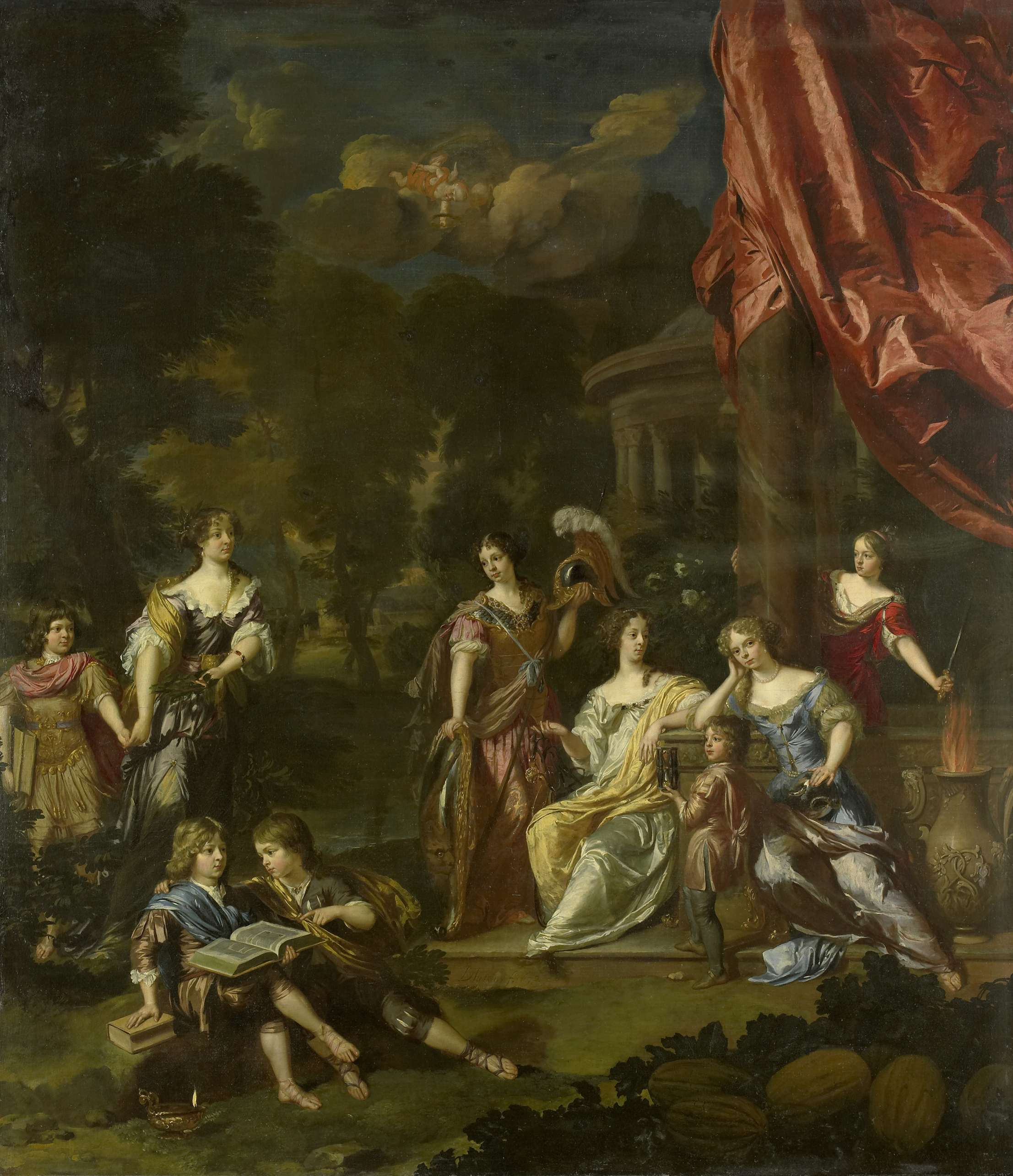
Allegoriserende portretgroep van de kinderen van Diederic Pietersz van Leyden van Leeuwen en zijn vrouw Alida Paets; schilder Daniël Mijtens (II), 1679.

Daniël Mijtens (Den Haag, gedoopt 7 augustus 1644 - aldaar begraven 23 september 1688), die in Engeland bekendstaat als Daniel Mytens the Younger, was een kunstschilder in de Nederlandse Gouden Eeuw.

## Biografie
Mijtens was een zoon van de Haagse hofschilder Johannes Mijtens, die hem het vak bijbracht. Zijn naamgenoot Daniël Mijtens (I) was een oudoom van hem. 
In 1666 verbleef Mijtens in Italië, waar hij zich aansloot bij de Bentvueghels. Hij kreeg daar de bijnaam Bontekraay vanwege zijn vrolijk en onstuimig karakter. In 1672 werd hij lid van de Confrerie Pictura. Hij was in 1682 medeoprichter van de Haagsche Teekenacademie, waaruit de Koninklijke Academie van Beeldende Kunsten is voortgekomen.
Mijtens staat bekend om zijn mythologische onderwerpen en interieurdecoraties. Zijn leerlingen waren Lourens Bruyning, Nicolaes Hooft, Mattheus Terwesten en Elias Vinie. Op 23 september 1688 werd hij begraven in Den Haag.

## Werk
Het Rijksmuseum Amsterdam is sinds 1972 in het bezit van een schilderij van Mijtens uit 1679, een allegoriserende portretgroep van de kinderen van de Leidse stadsbestuurder Diederic Pietersz van Leyden van Leeuwen (1628-1682) en zijn vrouw Alida Paets (1635-1673). Zij bewoonden het Huis van Leyden aan het Rapenburg in Leiden. Geportretteerd in een tuin bij een klassieke tempel zijn: Maria (geb. 1654), Alida (geb. 1660), Theodora Catharina (geb. 1661), Bernardina (ca. 1662-1716), Suzanna (1664-1712), Adriaan Willem (1667-1688), Pieter (1666-1736) en Lodewijk (1668-1697).
- Biografisch Portaal: 20578741
- KulturNav: a73179b8-95d4-4e86-bf64-6f3d1e346c96
- RKD-Nederlands Instituut voor Kunstgeschiedenis: 56076
- Union List of Artist Names: 500002391
- Virtual International Authority File: 122247058